# Lamprigera nepalensis
Lamprigera nepalensis is een keversoort uit de familie glimwormen (Lampyridae). De wetenschappelijke naam van de soort is voor het eerst geldig gepubliceerd in 1831 door Hope.